# 1618
| [ Edytuj tabelę ]              | |
| Król Polski                    | - 1587 Zygmunt III Waza 1632 |
| Współksiążęta Andory           | - 1610 Bernat de Salba i Salba 1622 - 1610 Ludwik XIII 1643                                                                                      |
| Król Anglii i Szkocji          | - 1603 Jakub I 1625 |
| Elektor Brandenburgii          | - 1608 Jan Zygmunt 1619 |
| Książę Bawarii                 | - 1597 Maksymilian I Bawarski 1623 |
| Sułtan Brunei                  | - 1605 Hassan 1619 |
| Cesarz Chin                    | - 1572 Wanli 1620 |
| Król Czech                     | - 1611 Maciej Habsburg 1619 |
| Król Danii                     | - 1588 Chrystian IV 1648 |
| Dalajlama                      | - 1617 Lobsang Gjaco 1682 |
| Cesarz Etiopii                 | - 1606 Susnyjos I 1632 |
| Król Francji                   | - 1610 Ludwik XIII 1643 |
| Król Gruzji                    | - 1614 Tejmuraz I 1632 |
| Król Hiszpanii                 | - 1598 Filip III 1621 |
| Landgraf Hesji-Kassel          | - 1592 Maurycy Uczony 1627 |
| Stadhouder Holandii            | - 1584 Maurycy Orański 1625 |
| Szach Iranu                    | - 1587 Abbas I Wielki 1629 |
| Państwo Wielkich Mogołów       | - 1605 Dżahangir 1627 |
| Król Irlandii                  | - 1603 Jakub I Stuart 1625 |
| Cesarz Japonii                 | - 1611 Go-Mizunoo 1629 |
| Kalif                          | - 1617 Mustafa I 1618 - 1618 Osman II 1622 |
| Patriarcha Konstantynopola     | - 1612 Tymoteusz II 1620 |
| Władca Korei                   | - 1608 Kwanghaegun 1623 |
| Książę Kurlandii i Semigalii   | - 1587 Fryderyk Kettler 1642 |
| Książę Liechtensteinu          | - 1608 Karol I 1627 |
| Książę Monako                  | - 1612 Honoriusz II 1662 |
| Król Nawarry                   | - 1610 Ludwik XIII 1643 |
| Król Norwegii                  | - 1588 Chrystian IV 1648 |
| Sułtan Omanu                   | - 1560 Abd Allah ibn Muhammad 1624 |
| Elektor Palatynatu             | - 1610 Fryderyk V 1623 |
| Papież                         | - 1605 Paweł V 1621 |
| Książę Parmy i Piacenzy        | - 1592 Ranuccio I 1622 |
| Król Portugalii                | - 1598 Filip II 1621 |
| Książę w Prusach               | - 1568 Albrecht Fryderyk 1618 - 1608 Jan Zygmunt 1620                                                                                            |
| Car Rosji                      | - 1613 Michał I 1645 |
| Cesarz Rzymski (niemiecki)     | - 1612 Maciej Habsburg 1619 |
| Kapitanowie Regenci San Marino | - 1617 Gio. Andrea Belluzzi Lattanzio Valli 1618 - 1618 Fabrizio Belluzzi Gabriele Gabrielli 1618 - 1618 Girolamo Gozi Gio. Pietro Martelli 1619 |
| Elektor Saksonii               | - 1611 Jan Jerzy I Wettyn 1656 |
| Król Szkocji                   | - 1567 Jakub VI 1625 |
| Król Szwecji                   | - 1611 Gustaw II Adolf 1632 |
| Król Tajlandii                 | - 1611 Songtham 1628 |
| Sułtan Turków                  | - 1617 Mustafa I 1618 - 1618 Osman II 1622 |
| Doża Wenecji                   | - 1615 Giovanni Bembo 1618 - 1618 Nicolò Donato 1618 - 1618 Antonio Priuli 1623                                                                  |
| Król Węgier                    | - 1608 Maciej 1619 |
| Książęta Wirtembergii          | - 1608 Jan Fryderyk 1628 |

Rok 1618 / MDCXVIII
stulecia: XVI wiek ~
XVII wiek ~
XVIII wiek

lata: 1608 «
1613 «
1614 «
1615 «
1616 «
1617 «
1618
» 1619
» 1620
» 1621
» 1622
» 1623
» 1628

## Wydarzenia w Polsce
- 13 lutego – w Warszawie rozpoczął obrady sejm zwyczajny[1].
- 11 grudnia – zawarto rozejm w Dywilinie kończący wojnę polsko-rosyjską.
- Miejscowość Orla otrzymała prawa miejskie.
- Zawarcie unii personalnej Prus Książęcych z Brandenburgią.
- Gdański malarz Herman Han namalował Wniebowzięcie Marii w Pelplinie.

## Wydarzenia na świecie
- 8 marca – Johannes Kepler sformułował trzecie prawo Keplera.
- 23 maja – protestanci czescy na znak protestu przeciw pogwałceniu przez cesarza Macieja II swobód religijnych wyrzucili przez okno zamku na Hradczanach dwóch cesarskich namiestników (tzw. defenestracja praska). Początek wojny trzydziestoletniej.
- 27 sierpnia – śmierć księcia Prus, Albrechta Fryderyka, spowodowała połączenie Prus Książęcych z Brandenburgią unią personalną.
- 19 września – 21 listopada – wojna trzydziestoletnia: oblężenie Pilzna.

## Urodzili się
- 8 stycznia – Madeleine Béjart, francuska aktorka (zm. 1672)
- 22 stycznia – Johannes Phocylides Holwarda, fryzyjski astronom, filozof i logik (zm. 1651)
- 26 lutego – Francesco Morosini, doża wenecki (zm. 1694)
- 19 kwietnia – Chrystian, książę legnicki jeden z ostatnich Piastów Śląskich (zm. 1672)
- 15 czerwca (chrzest) – François Blondel, francuski architekt i teoretyk architektury (zm. 1686)
- 19 września – Matouš Ferdinand Sobek z Bílenberka, czeski duchowny Kościoła katolickiego, pierwszy biskup ordynariusz hradecki, arcybiskup metropolita praski i prymas Czech (zm. 1675)
- 31 października – Maria Anna od Jezusa z Paredes, ekwadorska tercjarka franciszkańska, święta katolicka (zm. 1645)
- 3 listopada – Aurangzeb (w jęz. perskim: اورنگزیب, czyli: Ozdobiony koroną), władca Imperium Mogołów (zm. 1707)
- 26 grudnia – Elisabeth Simmern van Pallandt, niemiecka filozof (zm. 1680)

## Zmarli
- 18 kwietnia – Maria od Wcielenia, francuska karmelitanka, błogosławiona katolicka (ur. 1566)

- 31 maja – Georg Henisch, niemiecki lekarz, pisarz, tłumacz i wydawca epoki humanizmu (ur. 1549)
- 27 sierpnia – Albrecht Fryderyk Hohenzollern, książę pruski (ur. 1553)
- 4 września – Mikołaj Rusca, ksiądz, męczennik, błogosławiony katolicki (ur. 1563)

- data dzienna nieznana: 
  - Stanisław Czapliński, dowódca lisowczyków

## Święta ruchome
- Tłusty czwartek: 22 lutego
- Ostatki: 27 lutego
- Popielec: 28 lutego
- Niedziela Palmowa: 8 kwietnia
- Wielki Czwartek: 12 kwietnia
- Wielki Piątek: 13 kwietnia
- Wielka Sobota: 14 kwietnia
- Wielkanoc: 15 kwietnia
- Poniedziałek Wielkanocny: 16 kwietnia
- Wniebowstąpienie Pańskie: 24 maja
- Zesłanie Ducha Świętego: 3 czerwca
- Boże Ciało: 14 czerwca